# 天尊阁
天尊阁，又名太乙观，是天津道教活动场所的三大阁之一，建于清康熙年间，位于天津市宁河县丰台镇南村，目前，天尊阁被中华人民共和国国务院批准为全国重点文物保护单位，天津市文物保护单位、蓟县文物保护单位和重点保护等级历史风貌建筑。

## 历史
天尊阁建于清康熙年间，咸丰八年（1858年），天尊阁曾被油漆和彩塑。清末时期，天尊阁被改为丰台镇中学。1976年唐山大地震时，天尊阁主体结构无损。1982年，天尊阁被列为天津市文物保护单位并得到修缮。1996年，天尊阁再次被修葺。

## 建筑
天尊阁占地面积为6000平方米，建筑面积为240平方米，由山门、配殿和天尊阁组成。其中，山门为两层硬山式建筑，天尊阁为歇山式三层木结构楼阁建筑，高17.4米，三层中，最下层为天尊阁，中层为王母殿，上层为紫微殿。此外，天尊阁内还设有八根圆柱，由平地直达阁顶。天尊阁在历史上曾为供奉元始天尊等神祇的道教场所。该建筑是一座具有清代中国传统官式建筑特征的中国古典式建筑。

## 内部链接
- 玉皇阁